# Юсуф, Мохаммед
Мохаммед Юсуф (англ. Mohammed Yusuf; 29 января 1970 — 30 июля 2009) — нигерийский террорист. Лидер и основатель террористической организации Боко харам. Родился в деревне Гиргир, нигерийского штата Йобе. Был убит в 2009 году.

## Взгляды
Мохаммед Юсуф воспринял идеи лидера египетской радикальной такфиритской организации «ат-Такфир ва-ль-Хиджра» Шукри Мустафы. В 2009 году в интервью Би-би-си он заявил, что идеи западного образования (например, круговорот воды в природе, дарвинизм, сферичность Земли) противоречат исламу.

## Сообщение о гибели
В 2009 году Мохаммед Юсуф был убит нигерийскими силами безопасности в Майдугури, штате Борно. Власти сообщили, что Мохаммеда Юсуфа застрелили при попытке бегства из тюрьмы.
Однако стало известно, что его публично расстреляли без суда после задержания.